# Nguyên Thành Vương hậu
Nguyên Thành Vương hậu (Hangul: 원성왕후, chữ Hán: 元成太后; ? – 15 tháng 8 năm 1028) là một Vương hậu thứ ba của Cao Ly Hiển Tông. Bà là trưởng nữ của Kim Ân Phó (金殷傅) và An Sơn Quận Đại phu nhân (安山郡大夫人) họ Lý. Người ta cho rằng Kim Ân Phó là một người có tầm ảnh hưởng trong triều đình Cao Ly. Bà cũng là chị gái của Nguyên Huệ Vương hậu và Nguyên Bình Vương hậu, những người vợ khác của Hiển Tông.
Năm 1010, trong khi Cao Ly chiến tranh với nhà Liêu (Khiết Đan), vua Hiển Tông phải bỏ Khai Thành chạy về phía nam đến Naju, Jeolla-do. Hiển Tông đã ở lại qua đêm tại Gongju, Chungcheongnam-do tại nhà của Kim Ân Phó và Kim Ân Phó đã chào đón ông ta và lệnh cho bà phục vụ Hiển Tông một cách thoải mái. Người ta cũng nói rằng bà đã may và tặng quần áo cho Hiển Tông. Ngoài ra Hiển Tông cũng gặp thêm hai người em gái của bà.
Theo Cao Ly sử, bà cùng em gái là Nguyên Huệ Vương hậu vào cung Khai Thành lần đầu tiên vào năm 1011 và bà được Hiển Tông sắc phong làm Diên Khánh viện chúa (연경원주, 延慶院主) không lâu sau khi sinh con trai cả là Vương Khâm, sau này là vua Cao Ly Đức Tông vào ngày 9 tháng 6 năm 1016.
Sau bà được Hiển Tông dời đến Diên Khánh cung (연경궁, 延慶宮) và được cải thành Diên Khánh cung chúa (연경궁주, 延慶宮主) sau khi hạ sinh Vương Hanh vào ngày 31 tháng 8 năm 1018, sau là vua Cao Ly Tĩnh Tông. Ngoài ra bà còn sinh 2 công chúa là Nhân Bình Vương hậu và Cảnh Túc Công chúa. Năm 1022 sau con trai lớn là Vương Khâm trở thành Thái tử, bà được Hiển Tông phong làm Phi và ở Trường Khánh cung (장경궁, 長慶宮) vào năm 1027. Ngày 15 tháng 8 năm 1028 bà qua đời và được chôn tại Minh lăng (명릉, 明陵). Năm 1031 Cao Ly Hiển Tông qua đời và được táng tại Tuyên lăng (宣陵), lăng bên cạnh Minh lăng của bà.
Thụy hiệu đầy đủ của bà được các vua đời sau truy tôn: Nguyên Thành Dung Ý Cung Huệ Anh Mục Lương Đức Thân Tiết Thuận Thánh Từ Thánh Quảng Tuyên Vương thái hậu (元成容懿恭惠英穆良德信節順聖慈聖廣宣王太后).

## Gia đình
- Cha: Kim Ân Phó (? - 11 tháng 6 năm 1017)
  - Ông nội: Kim Căng Bật (김긍필, 金兢弼)
    - Anh trai cả: Kim Trung Tán (김충찬, 金忠贊; ? - tháng 7 năm 1036)
    - Anh trai thứ hai: Kim Lạn Viên (김난원, 金爛圓; 1055–1101)
    - Em gái thứ hai: Nguyên Huệ Vương hậu (원혜왕후; ? - 1022)
    - Em gái thứ ba: Nguyên Bình Vương hậu (원평왕후; ? - 1028)
- Mẹ: An Sơn Quận Đại phu nhân Lý thị (安山郡大夫人 李氏).[5]
  - Ông ngoại: Lý Hứa Khiêm (이허겸, 李許謙) – người sáng lập gia tộc Nhân Xuyên Lý thị.
  - Bà ngoại: An Sơn Quận Đại phu nhân Kim thị (안산군대부인 경주 김씨)
- Phối ngẫu: Cao Ly Hiển Tông (고려 현종; 992–1031)
  - Con trai trưởng: Cao Ly Đức Tông Vương Khâm (고려 덕종 왕흠; 1016 – 1034), nguyên phong Diên Khánh quân (延慶君) rồi thăng Thái tử.
  - Con trai thứ hai: Cao Ly Tĩnh Tông Vương Hanh (고려 정종 왕형;  1018 – 1046), nguyên phong Diên Khánh viện (延慶院) rồi thăng Bình Nhưỡng quân (平壤君).
  - Con gái lớn: Nhân Bình Vương hậu (인평왕후) Kim thị, lấy người anh em khác mẹ là Cao Ly Văn Tông Vương Huy.
  - Con gái thứ hai: Cảnh Túc Công chúa (경숙공주). Không rõ sự tích.

## Thụy hiệu
- Sau khi Cao Ly Đức Tông lên ngôi vào năm 1031, ông đã tôn vinh người mẹ quá cố của mình là Vương Thái hậu (왕태후, 王太后) và ban cho bà một thụy hiệu là Dung Ý (용의, 容懿) và Cung Huệ (공혜, 恭惠).
- Vào tháng 10 năm 1056 (năm trị vì thứ 10 của Cao Ly Văn Tông), tên Anh Mục (영목, 英穆); Lương Đức (양덕, 良德); Thân Tiết (신절, 信節); và Thuận Thánh (순성, 順聖) đã được thêm vào.
- Vào tháng 4 năm 1140 (năm trị vì thứ 18 của Cao Ly Nhân Tông), tên Từ Thánh (자성, 慈聖) đã được thêm vào.
- Vào tháng 10 năm 1253 (năm thứ 40 trị vì Cao Ly Cao Tông), tên Quảng Tuyên (광선, 廣宣) cũng được thêm vào thụy hiệu của bà.

## Trong văn hóa đại chúng
- Được đóng bởi Jung Han-bi trong bộ phim truyền hình KBS2 năm 2009 Empress Cheonchu.